# 又三郎
又三郎（日语： Matasaburou */?）是日本的日系搖滾樂團Yorushika的歌曲。最早於2021年6月7日由日本環球音樂發行公布於各大平台上。

## 概述
- 此為Yorushika的第六個配信作品。
- 此曲名稱取自宮澤賢治的「風之又三郎」一書，是藉以表達「想讓風之子打壞現代社會的閉塞感」[3]。
- 原始音源於6月3日在「SCHOOL OF LOCK!」首播[3]。
- 此曲作為DOCOMO動畫商城『キミの好きに出会おう（告白）』篇的CM歌曲[4][5][6]。

## 收錄
| 音樂配信 | 音樂配信 | 音樂配信 | 音樂配信 |
| 曲序     | 曲目     | 词曲     | 时长     |
| -------- | -------- | -------- | -------- |
| 1.       | 又三郎   | n-buna   | 3:48     |
| 总时长： | 总时长： | 总时长： | 3:48     |